# Nematolibrus filitarsis
Nematolibrus filitarsis is een keversoort uit de familie glanzende bloemkevers (Phalacridae). De wetenschappelijke naam van de soort werd in 1913 gepubliceerd door J. Sahlberg.